# Janowiec Kościelny (gmina)
Janowiec Kościelny est une gmina rurale du powiat de Nidzica, Varmie-Mazurie, dans le nord de la Pologne. Son siège est le village de Janowiec Kościelny, qui se situe environ 10 km au sud-est de Nidzica et 55 km au sud de la capitale régionale Olsztyn.
La gmina couvre une superficie de 136,25 km2 pour une population de 3 443 habitants.

## Géographie
La gmina inclut les villages de Bielawy, Bukowiec Wielki, Gniadki, Górowo-Trząski, Grabowo Leśne, Jabłonowo-Adamy, Jabłonowo-Dyby, Jabłonowo-Maćkowięta, Janowiec Kościelny, Janowiec Szlachecki, Janowiec-Leśniki, Janowiec-Zdzięty, Jastrząbki, Kownatki-Falęcino, Krajewo Małe, Krajewo-Kawęczyno, Krusze, Kuce, Leśniewo Wielkie, Miecznikowo-Cygany, Miecznikowo-Gołębie, Miecznikowo-Kołaki, Miecznikowo-Miąchy, Miecznikowo-Siwe, Miecznikowo-Sowy, Młode Połcie, Napierki, Nowa Wieś Dmochy, Nowa Wieś Wielka, Piotrkowo, Pokrzywnica Wielka, Powierz, Safronka, Skrody, Smolany-Żardawy, Sołdany Wielkie, Sowy, Stare Połcie, Szczepkowo-Borowe, Szczepkowo-Iwany, Szczepkowo-Kukiełki, Szczepkowo-Pawełki, Szczepkowo-Sołdany, Szczepkowo-Zalesie, Szypułki-Zaskórki, Waśniewo-Grabowo, Waśniewo-Gwoździe, Wiłunie, Żabino-Arguły, Żabino-Gąsiory, Zabłocie Kanigowskie, Zaborowo et Zbyluty.
La gmina borde les gminy de Dzierzgowo, Iłowo-Osada, Janowo, Kozłowo, Nidzica et Wieczfnia Kościelna.